# Просто кровь
«Просто кровь» (англ. Blood Simple) — низкобюджетный триллер 1984 года, снятый в стиле неонуар. Это режиссёрский дебют братьев Коэн и первый большой фильм оператора Барри Зонненфельда, который в будущем стал также известным режиссёром. Название фильма служит отсылкой к роману «Кровавая жатва» писателя Дэшила Хэммета, в котором термин «просто как кровь» (blood simple) обозначает травмированную психику людей после длительного пребывания в атмосфере страха и насилия.
Фильм завоевал несколько призов, в том числе приз зрителей на Международном фестивале фантастических фильмов «Fantasporto» в Порту. Также «Просто кровь» занимает 98-е место в списке 100 самых остросюжетных американских фильмов за 100 лет по версии AFI.
В 2001 году на DVD вышла режиссёрская версия картины.

## Сюжет
Джулиан Марти, владелец бара в Техасе, подозревает свою жену Эбби в измене с Рэем — одним из барменов. Он нанимает частного детектива Лорена для слежки, и тот находит парочку в постели в местном отеле. Наутро Марти делает угрожающий звонок в мотель, давая понять, что всё знает. А вскоре Лорен предоставляет ему и фотографии, сделанные в мотеле.
На другой день Рэй встречает Марти в баре. Он увольняется и требует оплату за две недели работы, но Марти отказывает и кроме того советует не доверять Эбби, говоря, что она готова спать с кем угодно. Затем Марти пытается силой забрать Эбби из дома, но терпит неудачу и ломает палец. Тогда он снова обращается к Лорену с предложением убить Рэя и Эбби за 10 тысяч долларов. Лорен соглашается и советует Марти уехать на какое-то время в Корпус-Кристи для создания алиби.
Ночью Лорен пробирается в дом Рэя и находит револьвер Эбби всего с тремя патронами и возвращается на улицу. Он обходит дом с другой стороны и видит через окно спящих Эбби и Рэя. Утром Лорен встречается с Марти для получения оплаты. В качестве доказательства он даёт фотографию Рэя и Эбби в крови, но просит Марти не оставлять её себе. Но Марти поступает наоборот: доставая деньги из своего сейфа, он незаметно для Лорена кладёт туда фотографию. Получив деньги, Лорен стреляет в Марти из оружия Эбби и бросает его на пол, чтобы отвести от себя подозрения. Он забирает деньги и конверт без фотографии, но забывает на столе зажигалку, на которой выгравировано его имя.
Вскоре после его ухода в бар заходит Рэй, твёрдо намеренный получить свои деньги. Он зовёт Марти, но тот не откликается. Тогда Рэй заходит в его кабинет и случайно наступает на револьвер, который, выстрелив, откатывается на несколько метров. Рэй решает, что Марти убила Эбби. Он хочет заняться поисками денег, но неожиданно в бар заходит Морис — другой бармен и его девушка Дебра. Рэй быстро запирает изнутри кабинет Марти, стирает следы крови, забирает оружие и выносит тело Марти к своей машине через другой выход. Но во время поездки Рэй с ужасом понимает, что Марти всё ещё жив, он вываливается из машины и пытается уползти по шоссе. Не в силах добить Марти, Рэй закапывает его заживо.
У себя дома Лорен сжигает все фотографии, с которыми он экспериментировал, дорисовывая кровь. Он открывает конверт и видит, что там нет фотографии. Занервничав, он хочет закурить и понимает, что нет и зажигалки. В это время Рэй возвращается к Эбби и намекает, что замёл следы и им ничего не угрожает, но она, конечно, не понимает о чём идёт речь. Раздаётся телефонный звонок — это Лорен звонит, но ничего не говорит в трубку. Рэй решает, что у Эбби есть ещё один любовник, и раздражённый уходит, Эбби же решает, что звонит Марти. Не зная о смерти мужа, она приходит в бар и видит кабинет Марти разграбленным. Она решив, что Рэй поспорил с Марти из-за денег и убил его, уходит. На самом деле в баре снова был Лорен: он пытался взломать сейф с фотографией, но его спугнула Эбби. Он также не забрал и зажигалку.
Эбби встречается с Рэем для объяснения и тот признаётся, что похоронил Марти заживо, и нашёл оружие Эбби. Он оставляет револьвер с одним патроном ей и уходит. Эбби приходит к бармену Морису и говорит, что Марти убит, но тот успокаивает её и в качестве доказательства приводит запись на автоответчике, где Марти обвиняет Мориса и Рэя в краже денег из его сейфа. Рэй приходит в бар и находит фотографию Лорена, тогда он понимает, что Эбби невиновна и едет к ней домой.
Эбби возвращается от Мориса, и Рэй просит её выключить свет, потому что из окна он заметил слежку. Но Эбби не слушает Рэя, и тогда Лорен с крыши соседнего дома убивает Рэя. Эбби тушит свет и прячется в ванной комнате. Лорен заходит в дом и безуспешно пытается найти в карманах Рэя свою зажигалку. Потом он заходит в ванную, но не находит Эбби, она успела через окно перебраться в соседнюю комнату. Лорен высовывает руку из окна и поднимает окно соседней комнаты, тогда Эбби пригвождает его руку ножом к подоконнику. Взбешённым Лорен стреляет через стену, но ни разу не попадает, тогда он начинает бить по стене, в надежде сломать её. Эбби ждёт его у выхода из ванной с револьвером в руках. Лорен наконец разбивает стену и вытаскивает нож из руки. С ним он идёт к двери, надеясь напасть на Эбби, но та стреляет первой, прямо через дверь. Она всё ещё думает, что это живой Марти и кричит, что не боится его. Лорен, лёжа на полу в другой комнате, заливается смехом и обещает, что передаст её слова Марти, когда встретит его на том свете.

## В ролях
- Джон Гетц — Рэй
- Фрэнсис Макдорманд — Эбби
- М. Эммет Уолш — частный детектив Лорен Виссер
- Дэн Хедайя — Джулиан Марти
- Сэмм-Арт Уильямс — Морис
- Дебра Нойманн — Дебра

## Создание
На роль Эбби сначала прослушивалась Холли Хантер, но, поскольку она получила роль в театральной пьесе в Нью-Йорке, она предложила своей соседке по комнате Фрэнсис Макдорманд пройти пробы. Это стало первой ролью в кино для Макдорманд, которая позже вышла замуж за Джоэла Коэна. На автоответчике в доме Мориса записан голос Холли Хантер.
Тизер к этому фильму был снят задолго до начала съёмок самой картины. В нём перепачканный в крови Брюс Кемпбелл полз по дороге, в точности как персонаж, которого в фильме сыграет Дэн Хедайя.
Эстетика фильма, смешение умеренной, догматичной стилизации и кровавости фильмов ужасов предвосхитил эстетику «Фарго» с его минималистской, белоснежно-багровой цветовой схемой и «Старикам тут не место», в котором схожим образом изображены пулевые отверстия.
В сценарии персонаж Эммета Уолша именовался Лорен Виссер, но в самом фильме его по имени не называют ни разу (только на его зажигалке можно увидеть надпись «Лорен»), и в титрах его обозначили, как «Частного детектива», чтобы не путать зрителей.
Для повторного выхода в прокат и специального издания на DVD 2001 года Коэны сняли вступление, в котором вымышленный продюсер Мортимер Янг (глава вымышленной компании «Forever Young Films», занимающейся восстановлением повреждённых киноплёнок) в исполнении Джорджа Ивза рассказывал о работе над картиной. Режиссёрская версия картины короче студийной.

## Награды и номинации
- 1986 — Международный фестиваль фантастических фильмов «Fantasporto» — приз зрителей.

| Премия                              | Категория                  | Номинант              | Результат |
| ----------------------------------- | -------------------------- | --------------------- | --------- |
| «Независимый дух»                   | Лучший фильм               | Итан Коэн             | Номинация |
| «Независимый дух»                   | Лучший режиссёр            | Джоэл Коэн            | Победа    |
| «Независимый дух»                   | Лучшая мужская роль        | М. Эммет Уолш         | Победа    |
| «Независимый дух»                   | Лучший сценарий            | Джоэл Коэн, Итан Коэн | Номинация |
| «Независимый дух»                   | Лучшая операторская работа | Барри Зонненфельд     | Номинация |
| Национальный совет кинокритиков США | Топ 10 лучших фильмов года |                       | Победа    |